# Méréville (Essonne)
Méréville is een plaats en voormalige gemeente in het Franse departement Essonne (regio Île-de-France) en telt 3066 inwoners (1999). De plaats maakt deel uit van het arrondissement Étampes. Méréville is op 1 januari 2019 gefuseerd met de gemeente Estouches tot de gemeente Le Mérévillois.  

## Geografie
De oppervlakte van Méréville bedraagt 27,1 km², de bevolkingsdichtheid is 113,1 inwoners per km².
De onderstaande kaart toont de ligging van Méréville (Essonne) met de belangrijkste infrastructuur en aangrenzende gemeenten.

## Demografie
Onderstaande figuur toont het verloop van het inwonertal (bron: INSEE-tellingen).

## Geboren in Méréville
- Jean-Louis Bory (1919-1979), schrijver, journalist en filmcriticus

## Gestorven in Méréville
- Cécile de Jong van Beek en Donk (1866-1944), Nederlands schrijfster